# یونیو والریو بورگزه

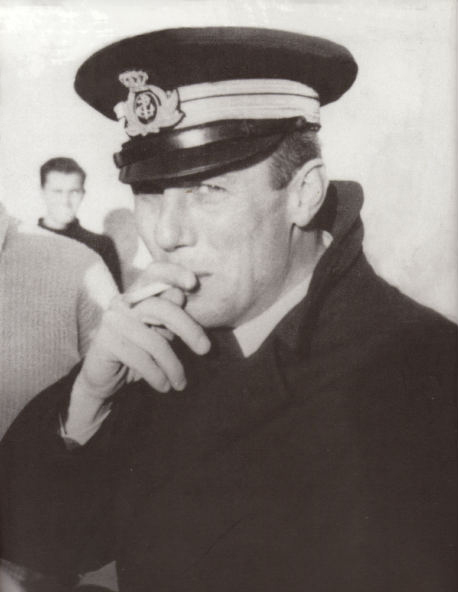
یونیو والریو بورگزه

یونیو والریو شیپیونه گتزو مارکانتونیو ماریا بورگزه(به ایتالیایی: Junio Valerio Scipione Ghezzo Marcantonio Maria Borghese) (زادهٔ ۶ ژوئن ۱۹۰۶- مرگ ۲۶ اوت ۱۹۷۴) ملقب به شاهزادهٔ سیاه از فرماندهان نیروی دریایی ایتالیا در زمان رهبری بنیتو موسولینی و حزب ملی فاشیست و سیاستمدار برجستهٔ فاشیست در زمان پس از جنگ جهانی دوم بود. در ۱۹۷۰ میلادی او متهم به تدارک کودتایی برای براندازی دولت ایتالیا شد، که پس از افشای آن بورگزه به اسپانیا گریخت و سال‌های پایانی زندگی‌اش را در آن کشور به‌سربرد.

## زندگی
یونیو والریو بورگزه در آرتنا در پادشاهی ایتالیا و در خاندان بورگزه از دودمان‌های نجیب‌زادهٔ سرشناس اروپایی چشم به جهان گشود. او در لندن تحصیلاتش را آغاز نمود. در ۱۹۲۳ به آکادمی نیروی دریایی همایونی ایتالیا در لیورنو پیوست. در ۱۹۳۳ فرمانده یک زیردریایی شد. بورگزه حمله ایتالیا به اتیوپی حضور داشت. در جریان مداخله نظامی ایتالیا در جنگ داخلی اسپانیا او فرمانده زیردریایی ایریده بود.
با شروع جنگ جهانی دوم او به ترتیب فرماندهی زیردریایی‌های وتور پیزانی و شیره را عهده‌دار بود. در ۸ سپتامبر ۱۹۴۳ که ایتالیا ترک مخاصمه نمود، بورگزه به جمهوری اجتماعی ایتالیا پیوست و از جنگ دست نکشید. در ۱۹۴۵ و پس از پایان جنگ، هنگامی که بورگزه از چراغ سبز بریتانیا به مارشال یوسیپ تیتو برای اشغال شمال شرقی ایتالیا آگاه شد بخشی از نیروهای تحت فرمانش را به مرزهای شمال شرقی منتقل نمود و با تشکیل خطی دفاعی تا رسیدن نیروهای متفقین به دفاع در برابر نیروهای تیتو و پارتیزان‌های کمونیست متحدش پرداخت.
پس از پایان جنگ، او به دلیل همرزمی با نازی‌ها به دوازده سال زندان محکوم شد، ولی به دلیل افتخارات و خدماتش تنها چهار سال را در زندان ماند. پس از آن با توجه به اینکه یک قهرمان جنگ و چهره‌ای ضدکمونیست بود، مورد توجه گروه‌های نئوفاشیست و ضدکمونیست از جمله حرکت اجتماعی ایتالیا و جبهه ملی قرار گرفت. تا اینکه در شب ۸ دسامبر ۱۹۷۰ در رویدادی که به گولپه بورگزه معروف شده، به تدارک کودتایی برای براندازی دولت متهم شد و در پی آن ناچار شد از مرز خارج شده و به اسپانیا برود. در ۱۹۸۴، ده سال پس مرگ بورگزه دادگاه عالی رسیدگی ایتالیا اتهام کوشش بورگزه برای کودتا را نادرست خواند.
با توجه به وضعیت سلامتش و اینکه چند روز پیش از مرگ مورد معاینهٔ پزشکان قرار گرفته بود، مرگش مرموز جلوه می‌داد و احتمال مسمومیت منتفی نبوده‌است.